# 長良川公園
座標: 北緯35度26分23.9秒 東経136度46分14.6秒 / 北緯35.439972度 東経136.770722度

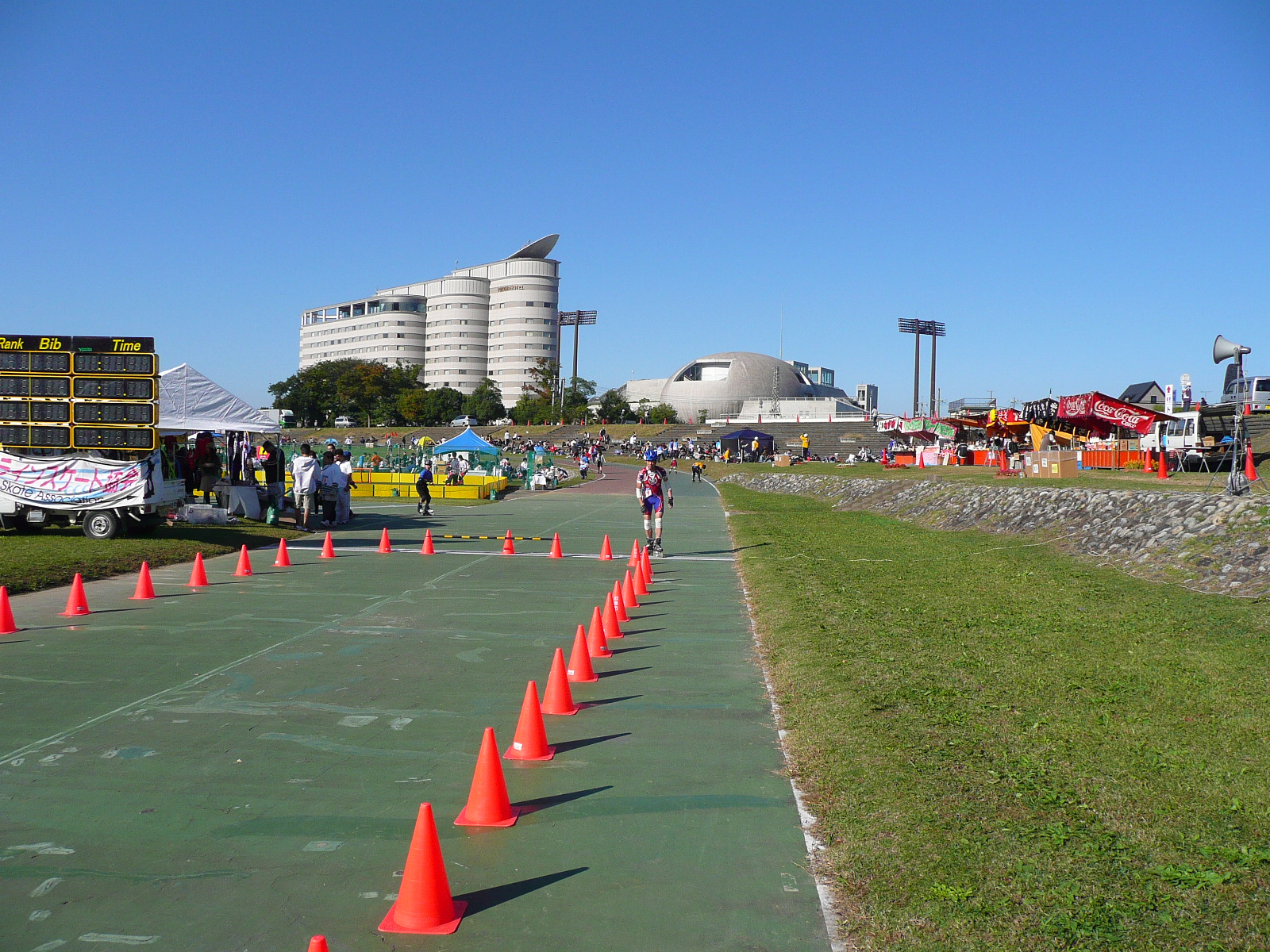
長良川公園

長良川公園（ながらがわこうえん）は、岐阜県岐阜市の長良橋北詰にある岐阜市が管理する河川敷公園である。園内には芝生広場やインラインスケートコースなどがあり、手力の火祭・夏や国際インラインスケート大会などを中心とした各種イベントに利用されている。また高橋尚子ロードはここを起点とするためジョギング大会にもよく利用される。利用料金が無料のためイベントが無い日には、インラインスケートなどを楽しむ人で賑わっている。

## 概要
- 住所 岐阜市長良福光字田ヶ脇前
- 面積 4ha
- 駐車場 50台（無料）

## イベント

### 定期イベント
- 毎年3月第3日曜日 - ぎふ鵜飼マラソン・ウォーキング大会
- 毎年8月の第2日曜日 - 手力の火祭・夏
- 毎年11月上旬 - 国際インラインスケート 岐阜長良川大会（通称：ぎふ長良川カップ）

1995年から行われている全国各地から1500人以上が参加するインラインスケート国内最大規模の大会。

### 過去の主なイベント
- 1988年7月22日夜 - ぎふ中部未来博のメインイベントとして冨田勲による「トミタ・サウンドクラウド・イン・長良川」（テーマ「人間讃歌」）がスティーヴィー・ワンダーの協力を得て行われ約30万人が魅了された。（※現在の長良川公園として整備される以前）
- 2004年8月28～29日 - チャリティーコンサート　喜多郎～長良川を奏でる～

喜多郎が長良川を上流から下流まで見て感じとったそのままを音楽で表現し創り上げた作品「水に祈りて」（コロムビアミュージックエンタテインメント2004年6月23日発売）の収録曲を中心にしたコンサート。